# Angels Would Fall
Angels Would Fall is een nummer van de Amerikaanse zangeres Melissa Etheridge uit 1999. Het is eerste single van haar zesde album Breakdown.
"Angels Would Fall" gaat over de tijd dat Etheridge een relatie met Julie Cypher, terwijl ze wanhopig verliefd was op de vriendin van iemand anders. Het nummer werd in een paar landen een bescheiden hitje. Zo haalde het de 51e positie in de Amerikaanse Billboard Hot 100. In Nederland haalde het nummer de 9e positie in de Tipparade.